# هیبت
هیبت احساسی همانند تعجب است اما کمتر شادی‌آور است. از روی چرخ احساسات هیبت به‌عنوان ترکیبی از تعجب و ترس الگوبرداری شده‌است.
به‌طور کلی، هیبت متوجه سوژه‌هایی است که بزرگ‌تر و قدرتمندتر از دیگر موارد و موضوعات مشاهده‌شده هستند، مانند هرم بزرگ جیزه، گرند کانیون، وسعت کیهان یا خدا.

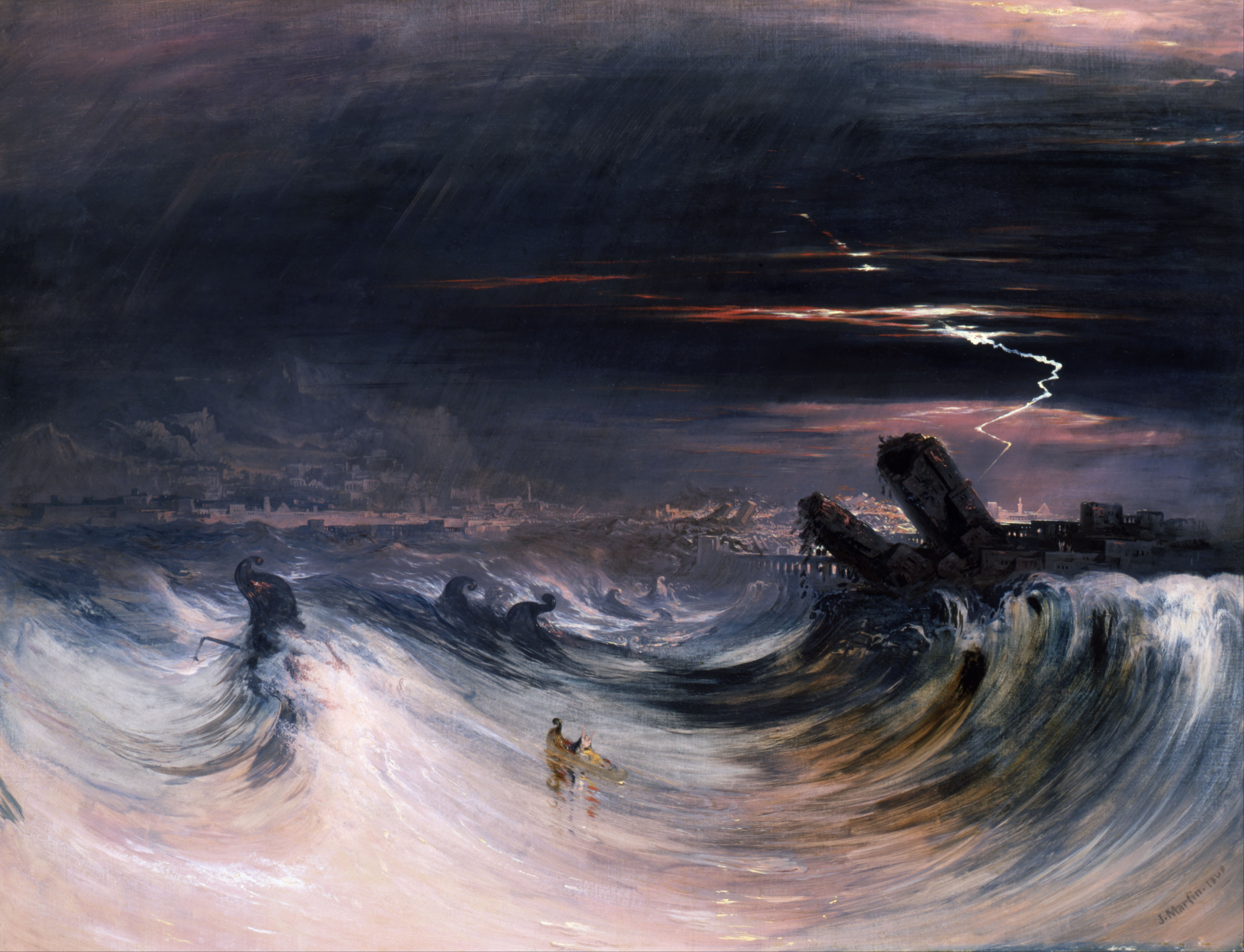
نابودی تایر اثر جان مارتین

## تعاریف
تعریف هیبت دشوار است و معنای کلمه با گذشت زمان تغییراتی کرده‌است. مفاهیم مرتبط با آن می‌توانند تعجب، تحسین، و والا باشند. پیرسال هیبت را یازدهمین حس می‌داند، فراتر از احساساتی که اکنون از نظر علمی پذیرفته شده‌اند (یعنی عشق، ترس، غم، خجالت، کنجکاوی، غرور، لذت، ناامیدی، گناه و عصبانیت). تعاریف و دریافت‌های متفاوت باعث می‌شوند که هیبت یک تجربه مثبت یا منفی باشد، اما وقتی از کسی خواسته می‌شود وقایعی را که باعث ایجاد هیبت می‌شوند را توصیف کند، اکثر مردم فقط تجربیات مثبت را ذکر می‌کنند.

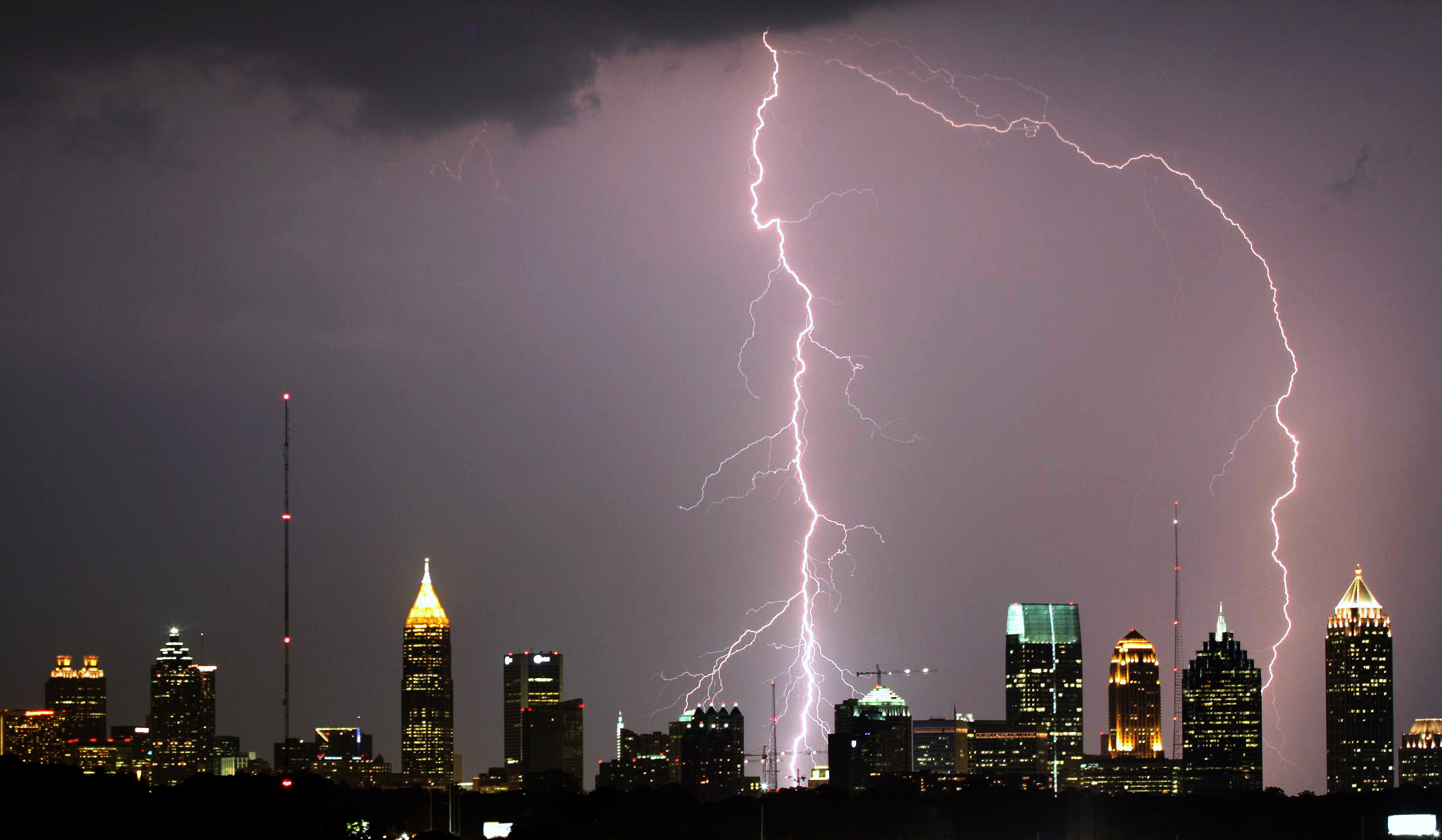
این برخورد صاعقه در آتلانتا ممکن است باعث ایجاد حس هیبت شود.

## واکنش‌ها
محققان همچنین سعی کرده‌اند واکنش‌های فیزیکی و غیرکلامی نسبت به هیبت را مشاهده کنند و از شرکت کنندگان بخواهند زمانی را که احساس ترس می‌کنند به خاطر بسپارند و احساس خود را بی‌کلام بیان کنند. با استفاده از این روش، محققان مشاهده کردند که هیبت اغلب از طریق ابروهای برآمده (۷۸٪)، گشاد شدن چشم‌ها (۶۱٪) و دهان و  آرواره باز (۸۰٪) نشان داده می‌شود. درصد قابل توجهی از مردم نیز با خم کردن سر به جلو (۲۷٪) و تنفس مکرر (۲۷٪) هیبت نشان می‌دهند، و لبخند زدن غیر معمول است (۱۰٪). برای تعیین این‌که آیا نمایش‌های فیزیکی هیبت با فرهنگ متفاوت هستند، تحقیقات بین‌فرهنگی لازم است.

## هیبت و دین

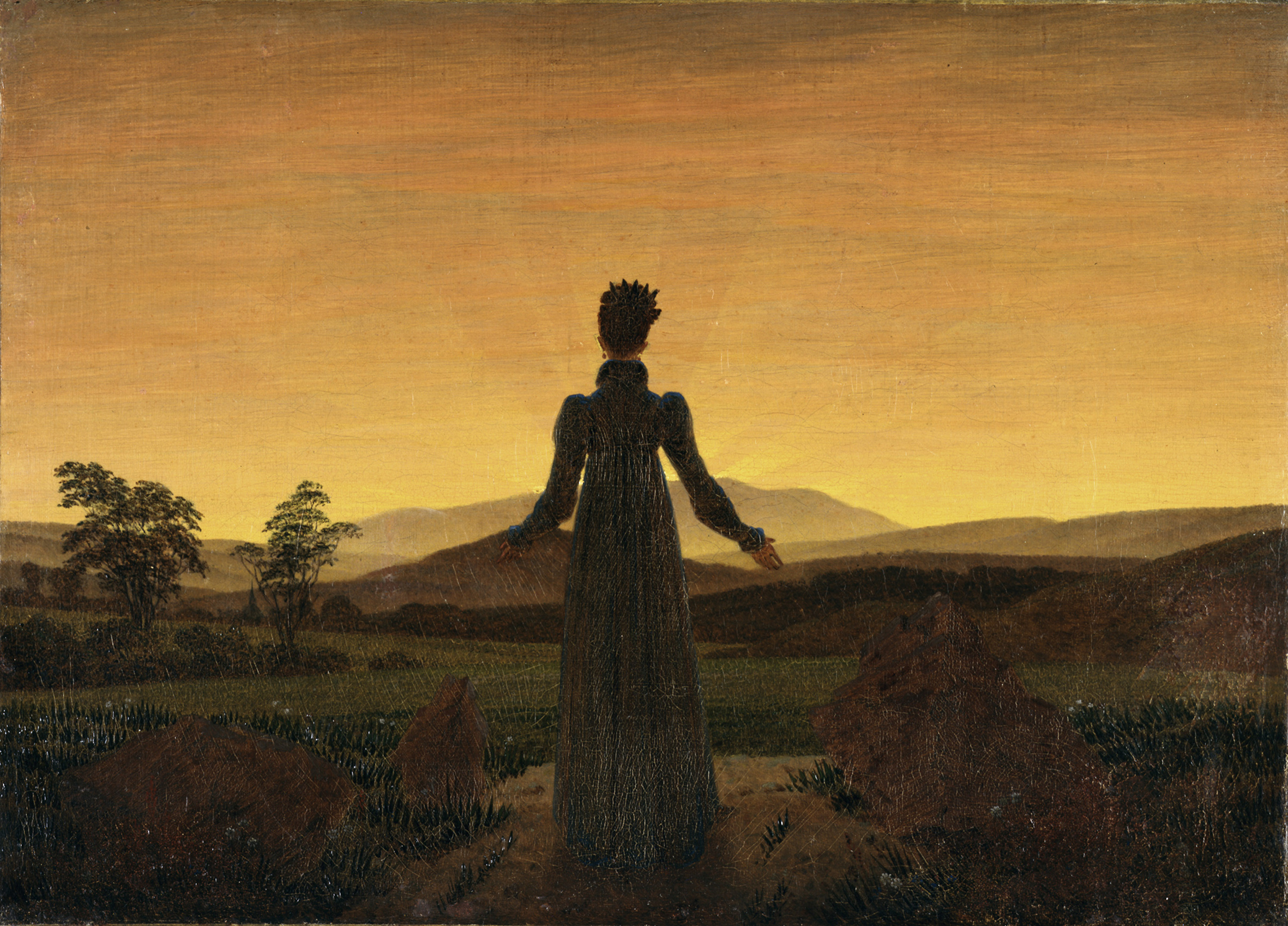
نقاشی منظره رمانتیک آلمانی کاسپار داوید فریدریش حسی از حیرت و شگفتی در غروب آفتاب طبیعی را منتقل می‌کند.

موضوع هیبت اخیراً در واکنش به اظهارات برخی افراد مذهبی که می‌گویند ملحدان هیبت را تجربه نمی‌کنند، یا این‌که احساس ترس و وحشت باعث می‌شود که یک شخص روحانی و مذهبی باشد، بیش از این‌که یک بی‌خدا باشد، به یکی از موضوعات مورد علاقه گروه‌های آتئیست تبدیل شده‌است.
هیبت اغلب به دین گره خورده‌است، اما هیبت می‌تواند سکولار نیز باشد. برای مثال‌های بیشتر، به نوشته‌های «هیبت‌گرا» بودن توسط جامعه‌شناس فیل زاکرمن، کتاب دین برای خداناباوران از نویسنده آلن دو باتن مراجعه کنید.